# جاي س. مكينلي
جاي س. مكينلي (بالإنجليزية: J. C. McKinley)‏ هو طبيب أمريكي، ولد في 8 نوفمبر 1891 في دولوث في الولايات المتحدة، وتوفي في 3 يناير 1950.